# Zwariowany weekend
Zwariowany weekend (fr. Le petit baigneur) – francusko-włoska komedia filmowa z 1968 roku w reżyserii Roberta Dhéry'ego. W filmie wystąpił sam reżyser.

## Produkcja
Zdjęcia do filmu kręcono we Francji i Włoszech jesienią i zimą 1967 roku. Do lokalizacji wykorzystanych przez filmowców należały:
- departament Aude (węzeł kolejowy w Azille, Fleury);
- departament Hérault (Béziers, Vendres, kościół w Magalas, Agde);
- departament Pireneje Wschodnie (Collioure)
- departament Delta Rodanu (latarnia morska w Arles)
- departament Var (stocznia w La Seyne-sur-Mer, Tulon, Saint-Mandrier-sur-Mer)
- departament Ille-et-Vilaine (Saint-Malo)
- region Lacjum (Anzio)[1][2]

## Fabuła
Louis-Philippe Fourchaume, właściciel stoczni, zwalnia swojego architekta, André Castagniera za nieudany projekt prototypowego jachtu. Kiedy jednak łódź zwana „Mały pływak”, wygrywa międzynarodowy konkurs we Włoszech, właściciel stoczni nie cofnie się przed niczym, by odzyskać swojego genialnego wynalazcę. Tymczasem André mieszka z rodziną prawdziwych ekscentryków.

## Obsada
- Louis de Funès – Louis-Philippe Fourchaume
- Robert Dhéry – André Castagnier
- Andréa Parisy – Marie-Beatrice Fourchaume, żona Louisa-Philippe'a
- Colette Brosset – Charlotte Castagnier, siostra André
- Franco Fabrizi – Marcello Cacciaperotti
- Jacques Legras – Henri Castagnier, brat André, ksiądz
- Michel Galabru – Scipion, mąż Charlotte
- Pierre Tornade – Jean-Baptiste Castagnier, brat André
- Henri Génès – Joseph
- Roger Caccia – Rémi Vigoret
- Yvette Dolvia – panna Rongibut